# Schlaflied für Mirjam

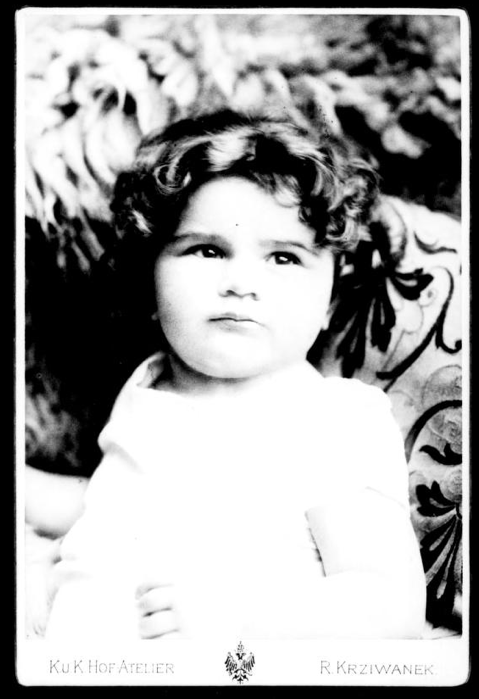
Mirjam Beer-Hofmann, Ende Mai 1899

Schlaflied für Mirjam ist ein Gedicht mit vier Strophen zu sieben Verszeilen von Richard Beer-Hofmann. Es erschien erstmals in der Zeitschrift Pan am 15. November 1898.

## Text
Schlaf mein Kind – schlaf es ist spät!

Sieh, wie die Sonne zur Ruh dort geht,

Hinter den Bergen stirbt sie im Rot.

Du – du weißt nichts von Sonne und Tod,

Wendest die Augen zum Licht und zum Schein;

Schlaf, – es sind so viel Sonnen noch dein,

Schlaf mein Kind, – mein Kind schlaf ein.

Schlaf mein Kind – der Abendwind weht;

Weiß man woher er kommt, wohin er geht?

Dunkel, verborgen die Wege hier sind,

Dir, und auch mir, und uns Allen, mein Kind!

Blinde – so gehn wir, und gehen allein,

Keiner kann Keinem Gefährte hier sein, –

Schlaf mein Kind – mein Kind schlaf ein!

Schlaf mein Kind – und horch nicht auf mich!

Sinn hat’s für mich nur, und Schall ist’s für dich;

Schall nur, wie Windeswehn, Wassergerinn,

Worte – vielleicht eines Lebens Gewinn!

Was ich gewonnen gräbt mit mir man ein,

Keiner kann Keinem ein Erbe hier sein –

Schlaf mein Kind, – mein Kind schlaf ein!

Schläfst du Mirjam? – Mirjam, mein Kind,

Ufer nur sind wir, und tief in uns rinnt

Blut von Gewesnen, – zu Kommenden rollt’s;

Blut unsrer Väter, voll Unruh und Stolz.

In uns sind Alle. Wer fühlt sich allein?

Du bist ihr Leben, – ihr Leben ist dein, –

Mirjam, mein Leben, – mein Kind, schlaf ein.

## Entstehung
Hintergrund für die Entstehung bildet die Geburt der Tochter Mirjam Beer-Hofmann am 4. September 1897. Hugo von Hofmannsthal reagierte auf die Geburt mit einem Plan für ein Festspiel Das Kind und die Gäste, in dem auch ein Schlaflied eine Rolle spielt. Arthur Schnitzler korrigierte im Juni 1898 den Entwurf des Schlaflieds, wobei vor allem die Interpunktion angepasst wurde. Der vierte Vers der zweiten Strophe lautete in einer Variante: »Dir, und mir, und uns allen mein Kind.«

## Interpretation
Das Gedicht thematisiert die Rolle, die einem Kind in der langen Ahnenreihe zukommt. In ihm leben die Vorfahren fort, aber auch es selbst ist nur Teil einer Kette, von der es noch nichts ahnt.

## Ausgaben
- Erstdruck: Schlaflied für Mirjam. In: Pan, Jg. 4, H. 2., 15. November 1898, S. 88. (online)
- Arthur Schnitzler: Abschrift des Schlafliedes, 17. Juni 1898. In: Arthur Schnitzler: Briefwechsel mit Autorinnen und Autoren. Digitale Edition. Hg. Martin Anton Müller, Gerd Hermann Susen und Laura Untner (online)
- Albert Soergel: Dichtung und Dichter der Zeit. 11. Auflage, Leipzig 1911, S. 480, Textarchiv – Internet Archive
- Druck von 1938 im Bermann-Fischer-Verlag, online
- Faksimiledruck der Handschrift Beer-Hofmanns, auf Stein, 1944 oder 1945, in 25 Exemplaren